# Tolkien Estate
El Tolkien Estate es una organización legal que controla y gestiona el patrimonio de J. R. R. Tolkien, incluyendo los derechos de autor y el copyright de sus obras. Los copyright individuales han sido asignados a otras entidades subsidiarias y dependientes como el J. R. R. Tolkien Discretionary Settlement y el Tolkien Trust (con fines caritativos). Los diversos holdings de la familia Tolkien, incluyendo el Estate, han sido organizados bajo la Tolkien Company, su director solía ser Christopher Tolkien (hijo del autor), los demás directoras eran su esposa Baillie Tolkien y el nieto del Profesor, Michael G. R. Tolkien. Los ejecutivos del Estate, sin embargo, son realmente Christopher Tolkien, quien se encarga de los aspectos meramente literarios, y (sucediendo al abogado del propio Tolkien, Frank Williamson) Cathleen Blackburn de Manches & Co., quienes han sido los abogados del Tolkien Estate desde hace varios años.
Los derechos de las películas y los artículos promocionales (juegos, figuras, etc.) de El Señor de los Anillos y El hobbit, fueron vendidos por J. R. R. Tolkien y, actualmente, son propiedad de Middle-earth Enterprises, compañía controlada por Saul Zaentz, y sin ninguna vinculación con esta organización.

## Cuestiones legales

#### Regalías cinematográficas
En febrero de 2008, Tolkien Trust demandó a New Line Cinema, el estudio detrás de la trilogía de El Señor de los Anillos, por 75 millones de libras, alegando que no habían recibido "ni un solo penique" de las películas. Una solicitud de daños punitivos fue negada en septiembre de 2008.[8] El caso se resolvió fuera de los tribunales el 8 de septiembre de 2009, sin que se hicieran públicos los términos del acuerdo.
En un comunicado de prensa, Christopher Tolkien declaró: "Los fideicomisarios lamentan que haya sido necesaria la acción legal, pero se alegran de que esta disputa se haya resuelto en términos satisfactorios que permitirán al Tolkien Trust perseguir adecuadamente sus objetivos benéficos. Los fideicomisarios reconocen que New Line puede ahora proceder con sus películas propuestas de El Hobbit".

## El Señor de los Anillos: Los Anillos de Poder
El 13 de noviembre de 2017, Amazon adquirió los derechos televisivos globales de los apéndices de El Señor de los Anillos que se encuentran al final de El Retorno del Rey. Amazon se comprometió a una serie de televisión de varias temporadas titulada El Señor de los Anillos: Los Anillos de Poder. Presenta historias ambientadas en la Segunda Edad. Amazon dijo que el acuerdo incluía también la posibilidad de series derivadas. El comunicado de prensa se refería a "historias previamente inexploradas basadas en los escritos originales de J.R.R. Tolkien". Amazon es el productor en conjunto con la Herencia Tolkien y el Fideicomiso Tolkien, HarperCollins y New Line Cinema.

## Renuncia de Christopher Tolkien
El 31 de agosto de 2017, a los 93 años, Christopher Tolkien renunció como director de la Herencia Tolkien y del Fideicomiso Tolkien, aunque se mantuvo como ejecutor literario. Falleció el 16 de enero de 2020 a la edad de 95 años.